# شيغه-رو كوباياشي
شيغه-رو كوباياشي (باليابانية: 小林繁؛ بالكانا: こばやし しげる) هو تارينتو ومغني ياباني، ولد في 14 نوفمبر 1952 في توهاكو ‏ في اليابان، وتوفي في 17 يناير 2010 في فوكوي في اليابان.

## وصلات خارجية
- شيغيرو كوباياشي على موقع الدوري الياباني لكرة القاعدة (الإنجليزية)
- شيغيرو كوباياشي على موقعبيزبول رفرنس.كوم (الدوري الثانوي) (الإنجليزية)